# Poeciloderma sexfasciatum
Poeciloderma sexfasciatum är en skalbaggsart som först beskrevs av Olivier 1790.  Poeciloderma sexfasciatum ingår i släktet Poeciloderma och familjen långhorningar. Inga underarter finns listade i Catalogue of Life.